# 하늘을 흔들며
《하늘을 흔들며》 (To Shiver the Sky) Op.7 은 미국의 작곡가 전지인이 작곡한 칸타타이다. 앨범으로써는 3번째 정규 앨범이다. 일명 비행 칸타타라고도 한다.

## 개요
하늘을 흔들며의 작곡 개기는 시드 마이어의 문명 VI 제작 때 부터 거슬러 가야한다. 시드 마이어의 문명6 당시 전지인은 게임 제작 참여 및 의뢰를 받아 게임의 주제곡인〈비행의 꿈〉(Sogno di Volare)이라는 합창곡을 작곡했다. 이 곡은 레오나르도 다 빈치의 비행기 설계도에 달린 주석을 가사로 체택했으며 시적인 표현의 완성을 위해 일부 가사를 추가했는데, 이를 통해 게임의 주제에 맞춘 인간 찬가 느낌이 매우 강한 곡으로 완성되었다. 하지만 종결부가 미해결이 되어있어서 아쉬움이 남는 부분도 있었다. 그 후 작곡가 본인이 '비행의 꿈'을 바탕으로 나머지 10개의 악장을 작곡해 더 확장된 형태의 칸타타로 작곡하였다. 곡은 2020년 5월 30일에 출판, 발매되었으며 현재는 확장된 형태로 연주가 되고있다.

## 특징
주요 조성은 내림마장조로 전형적인 후기 낭만주의 형식을 띄고 있다. 인류가 문명을 이루고 비행을 하며 우주에 이르기까지의 내용을 담고 있으며 단순히 비행 칸타타뿐만 아니라 인류 찬가라는 내용을 띄고 있다.

## 악기편성
플루트3 (3번은 피콜로 겸함), 오보에3 (3번은 잉글리시 호른 겸함), 클라리넷2 (2번은 E조 클라리넷 겸함), 베이스 클라리넷, 바순2, 콘트라바순,  호른4, 트럼펫3, 트롬본3, 튜바, 팀파니, 트라이앵글, 심벌즈 (서스펜디트 심벌즈 별도 필요), , 큰북, 작은북, 탐탐, 글로켄슈필, 실로폰, 튜블러 벨, 윈드 차임, 크로탈 (활 별도 필요), 차임 바, 슬랩스틱, 첼레스타, 사이렌, 하프1, 피아노, 오르간, 현5부 (12, 12, 10, 10, 10)
소프라노, 테너 독창, 혼성 4부 합창